# 西内原村
西内原村（にしうちはらむら）は、和歌山県日高郡にあった村。現在の日高町の中心部、紀勢本線・紀伊内原駅の西方一帯にあたる。

## 地理
- 山岳：大平山
- 河川：西川

## 歴史
- 1889年（明治22年）4月1日 - 町村制の施行により、高家村・池田村・小中村の区域をもって発足。
- 1941年（昭和16年）8月1日 - 東内原村と合併して内原村が発足。同日西内原村廃止。

## 交通

### 鉄道路線
村域を鉄道省の紀勢西線（現・紀勢本線）が通過したが、駅は所在しなかった。紀伊内原駅が至近に所在。